# Raul José Quimpo Martirez
Raul José Quimpo Martirez (ur. 9 lutego 1938 w New Washington, zm. 2 września 2024 w Pasig) – filipiński duchowny rzymskokatolicki, w latach 1983-2002 biskup San Jose de Antique.

## Życiorys
Święcenia kapłańskie przyjął 18 marca 1961. 5 stycznia 1983 został prekonizowany biskupem San Jose de Antique. Sakrę biskupią otrzymał 24 marca 1983. 16 marca 2012 przeszedł na emeryturę.